# Bodanrück
Bodanrück es el nombre de una península en la orilla septentrional del lago de Constanza. Bodan se refiere al dominio de Bodman y Bodanrück significa literalmente cresta de montaña de Bodman. Es un terreno montañoso de piedra de molasa que en ciertos lugares alcanza alturas de más de 650 m s. n. m. Esta larga península separa el lago Inferior (Untersee) del lago de Überlingen (Überlinger See), que ambos forman parte del lago de Constanza.